# Juan Gómez Bárcena

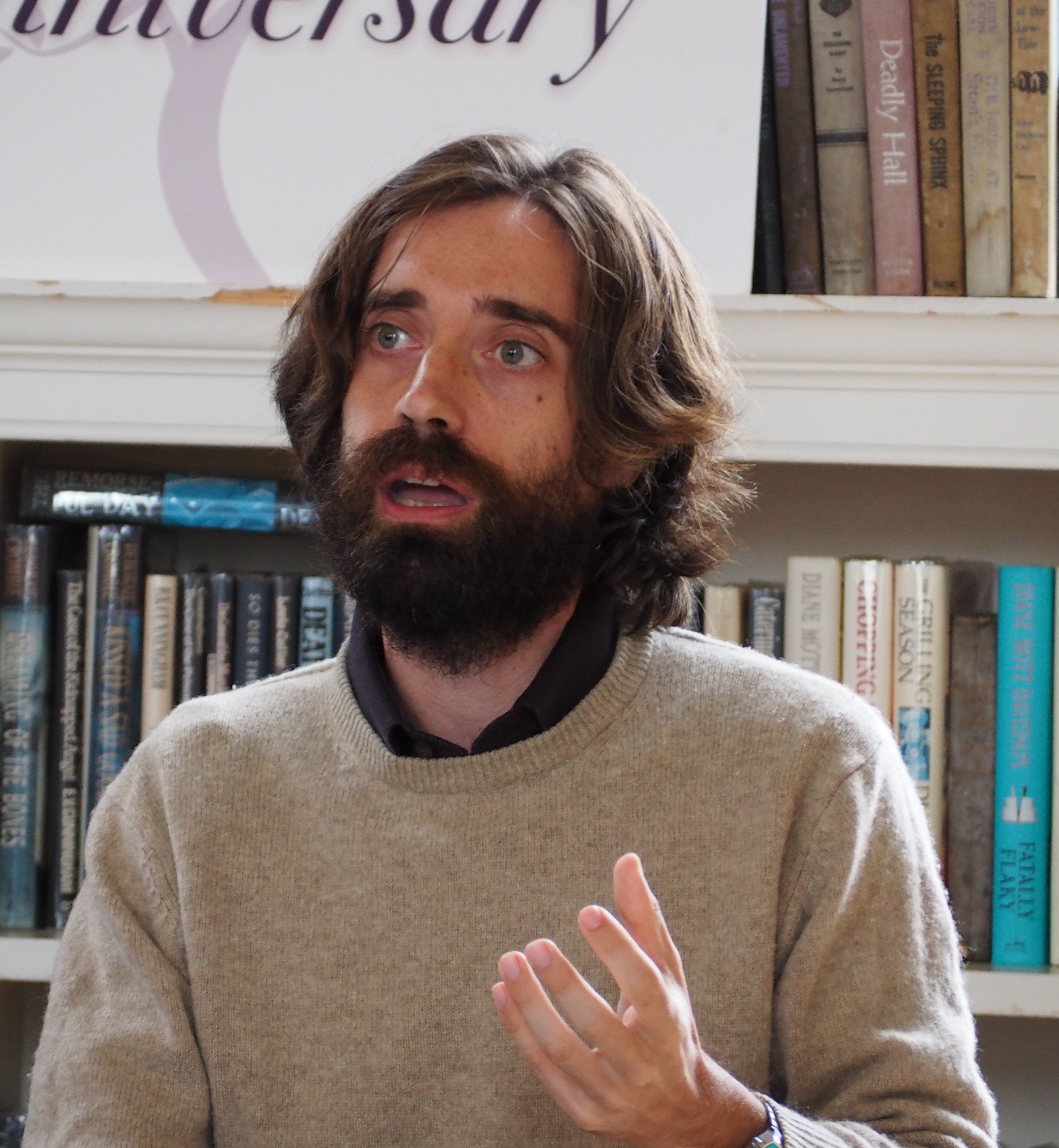
Juan Gómez Bárcena, 2023

Juan Gómez Bárcena (* 5. Dezember 1984 in Santander, Spanien) ist ein spanischer Autor, Literaturkritiker und Dozent.

## Leben
Bárcena studierte Literaturtheorie und Vergleichende Literaturwissenschaft sowie Geschichte an der Universidad Complutense in Madrid und Philosophie an der Nationalen Fernuniversität (UNED).
Im Jahr 2012 veröffentlichte Bárcena eine Sammlung seiner Erzählungen unter dem Titel Los que duermen. Sein erster, mehrfach ausgezeichneter Roman El cielo de Lima erschien  2014. Darin greift er in kreativer Weise eine Episode aus dem Jahr 1904 auf, in der der durch seine Liebeslyrik bekannte Juan Ramón Jiménez einem schlechten Scherz zum Opfer fiel, der ihn tief traf: Zwei Möchtegerndichter inszenierten über längere Zeit einen Briefwechsel einer angeblich in ihn verliebten jungen und schönen fiktiven Einwohnerin Limas, die seine Lyrik bewunderte und kritisierte und die er zu seiner Muse machte. Der 2017 erschienene Roman Kanada handelt von einem Holocaust-Überlebendem, der aus dem Lager zurückkehrt, und thematisiert Trauma, Schuld und Erinnerung.
Bárcena lebt heute (2019) als Schriftsteller und Dozent für Kreatives Schreiben in Madrid.

## Veröffentlichungen
- Los que duermen, Erzählungen. Editorial Salto de Página, 2012. (Neuauflage 2019 bei Sexto Piso[3]).
- als Herausgeber und Verfasser der Einleitung: VV. AA. Bajo treinta, Sammelband. Editorial Salto de Página, 2013.
- El cielo de Lima, Roman. Editorial Salto de Página, 2014.
  - deutsch von Steven Uhly: Der Himmel von Lima, Roman. Secession Verlag für Literatur, Zürich 2016, ISBN 978-3-905951-95-0.[4]
- Kanada, Roman. Sexto Piso, 2017.
  - deutsch von Steven Uhly: Kanada, Roman. Secession Verlag für Literatur, Zürich 2018, ISBN 978-3-906910-34-5.

## Preise und Auszeichnungen
- 2003: Premio José Hierro für Kurzgeschichte der Stadt Santander.
- 2007: Premio José Hierro de Poesia seiner Heimatstadt.
- 2014: Premio Tormenta für Los que duermen.
- 2014: Premio Ojo Crítico für El cielo de Lima.
- 2015: Premio Ciudad de Alcalá de Narrativa für denselben Roman.
- 2017: Premio Ciudad de Santander für Kanada.[5]